# Felicia Țilea-Moldovan
Felicia Țilea-Moldovan, född 29 september 1967 i Măgura-Ilvei i Bistrița-Năsăud, död 3 mars 2025 i Pontevedra, Galicien, Spanien, var en rumänsk friidrottare som tävlade i spjutkastning.
Țilea-Moldovans storhetstid var i början av 1990-talet då hon blev bronsmedaljör vid EM 1994 och silvermedaljör vid VM i Göteborg 1995 efter Natalia Sjikolenko.
Hon var även i VM-final 1997, 1999 och 2007 men som bäst blev hon femma (1997). Hon var även i final vid olympiska sommarspelen 2004 (elva) och vid olympiska sommarspelen 2008 (tolva).

## Personligt rekord
- Spjutkastning - 63,89